# All Day Fresh
All Day Fresh – drugi album studyjny łódzkiego trapera Asstera, wydany 2 lutego 2024 roku nakładem wytwórni e-muzyka. Płyta zadebiutowała na 1. miejscu w zestawieniu OLIS.
22 maja 2024 roku album uzyskał status złotej płyty.

## Lista utworów
1. Aqua prod. Kudła
2. Prawdziwy W Tym prod. Sulim, HugePat, Zzzipper
3. Zabawki feat. Zeamsone prod. Zeamsone
4. Dla Moich prod. RealMeyo
5. Coś Więcej prod. Worek
6. All Day Fresh prod. BarTie
7. Kruk (Legendary Shit) prod. Sergiusz x 2K
8. Zapalniczki prod. Leeny
9. Nadgarstki Prezydenckie feat. AG prod. Leeny
10. Too Many feat Młody West prod. Fukk2Beatz, basstomidi
11. W Projektach prod. Leeny
12. Moja Natura feat. Young Igi prod. Sergiusz x 2K
13. Ceo feat. Kabe prod. Worek, Clearmind
14. Ghost prod. Sulim, HugePat, Zzzipper
15. Cokolwiek By Nie Mówili prod. Worek
16. Z Osiedli I Szkół prod. 2K
17. Hotele prod. Sergiusz x 2K
18. Masa Wspomnień prod. RealMeyo